# 斯洛博達烏克蘭
斯洛博達烏克蘭（羅馬化：Slobidska Ukraina，直译：「自由前線衛士們的邊區」），又稱斯洛博然什奇納（Slobozhanshchyna，發音：[sloboˈʒɑnʃtʃɪnɐ]；又譯斯洛博然什契納或斯洛博然希納），是烏克蘭一個歷史地區，位處現代烏克蘭東北部及俄羅斯西南部。其是17至18世紀期間作為沙俄西南部前沿地而發展起來，在1650至1765年間這裡由哥薩克自行治理，分有五個哥薩克軍團區，葉卡捷琳娜大帝在1765年7月28日罷黜在地哥薩克權限，將該地納入哈爾科夫省管轄。

## 地理範圍
斯洛博達烏克蘭包括了現今烏克蘭的哈爾科夫州全州，蘇梅州、頓涅茨克州和盧甘斯克州的一部分，以及俄羅斯的別爾哥羅德州、庫爾斯克州和沃羅涅日州的一部份。

## 歷史
位處頓涅茨河一帶的這一地區，至少在14～16世紀期間為立陶宛大公國所管轄，莫斯科大公國在16世紀初莫斯科-立陶宛戰爭時與對方交戰後達成「永久和平條約」（Eternal Peace），進而取得該地區的控制權。
據16～17世紀俄羅斯及烏克蘭方面信源顯示，該地區就開始成為了俄羅斯政體的一部分，而以「烏克蘭」（Ukraine）命名該地彰顯其被莫斯科一方視為一個特別邊境地區，當局出於強化防衛目的，以免除稅負和徭役等措施來誘使更多移民到該地建立定居點。 因而在16世紀上半葉俄羅斯移民開始墾殖這一地域，同時其也成為抵禦韃靼人侵擾的防線之一部分。1620～1630年代時出現了第二波殖民化，而多數是以烏克蘭哥薩克軍團為單位形式，他們是被允許定居當地以協助守護領土防範韃靼人。
當時來到斯洛博達烏克蘭的哥薩克們，是受俄羅斯沙皇與他們的軍事總理府所統帥，同時也在冊履行俄羅斯軍事服役義務。1637～1638年間哥薩克對波蘭立陶宛發起叛亂後，有大量的烏克蘭難民逃到這裡，被俄羅斯政府款待以豐厚的安置補助。而在數十年來，烏克蘭哥薩克為謀生所需是常越境進入俄羅斯南部，其中相當多人會施以劫掠，俄羅斯為應對情況而決定在博古恰爾河（頓河支流）建立一個屯駐地以在烏克蘭匪幫手下防衛領土，在當時還同時遷置了許多在瓦盧伊基、科羅恰、沃羅涅日和遠至科茲洛夫（Kozlov）的烏克蘭難民。

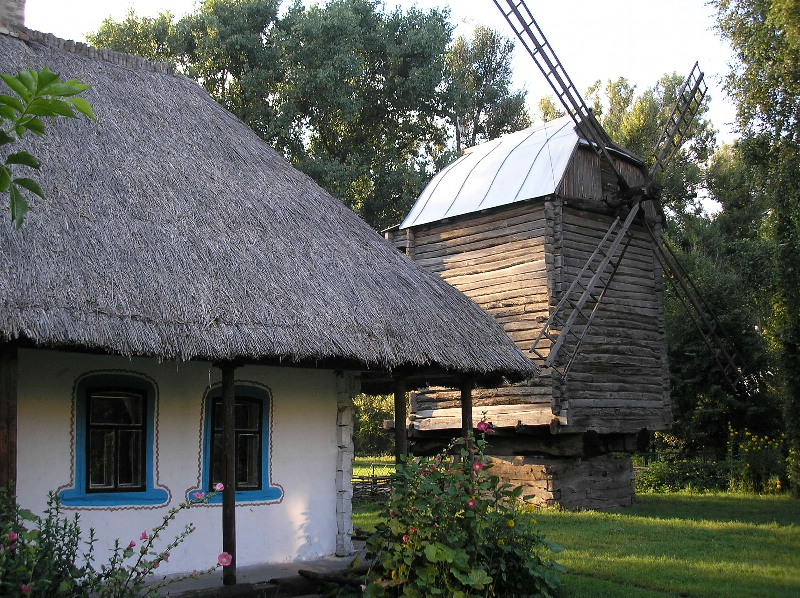
斯洛博達烏克蘭的民居。

傳統上克里米亞與諾蓋的韃靼人，是利用原西維利亞南部（當時的俄南部邊境）原野上的少數定居地為立足點，通過穆拉夫斯基之路（Muravsky Trail ）和伊久姆之路（Izyum Trail）週年期地侵襲俄羅斯領土。1591年時進擊的韃靼人還深入到莫斯科範圍，迫使俄羅斯當局在莫斯科與斯洛博達間周邊一帶大批量新建堡壘：葉列茨（在1592年時），別爾哥羅德和奧斯科爾（在1593年時）， 克羅梅（在1595年時），庫爾斯克（在1597年時）， 察列博列索夫和瓦盧伊基（在1600年時）。以沙皇鲍里斯來命名的察列博列索夫，是斯洛博達烏克蘭留存下的最古老定居點。
梁贊一帶與奧卡河沿岸地區是較受當時的這些侵擾所影響，而隨著俄羅斯向南部與東部，即對屬於現代斯洛博達烏克蘭與伏爾加河中部的諸領土繼續擴張的時候，衝突程度也一併加深。1580～1640年代間在斯洛博達烏克蘭是興建了大量防禦工事、護城河與堡壘構築起 「別爾哥羅德防線」，以強化守備該地。在經歷系列俄羅斯-克里米亞戰爭後，沙皇開始鼓勵那些形同對抗韃靼人的前線防衛軍的哥薩克們，在該地區進一步定居。
除了哥薩克們，新定居者還有來自右岸和左岸烏克蘭（因1667年安德魯索沃條約而被分離）的諸農奴與居民。
在1650～1765年期間，斯洛博達烏克蘭一帶是和札波羅結哥薩克和頓河哥薩克一樣，也依照起哥薩克軍事習慣而迅速組建出相類似的建制，如此就產生了名為斯洛博達哥薩克的新定居者。在地哥薩克是以他們的長久部署地為中心，建立了五個軍團式分區 （polky）以及再細分出連級分區（sotni）——五個區域首府分別是奧斯特羅戈日斯克、哈爾基夫、奥赫特尔卡、蘇梅和伊久姆，其中直到1743前斯洛博達烏克蘭哥薩克的總部是位處蘇梅。

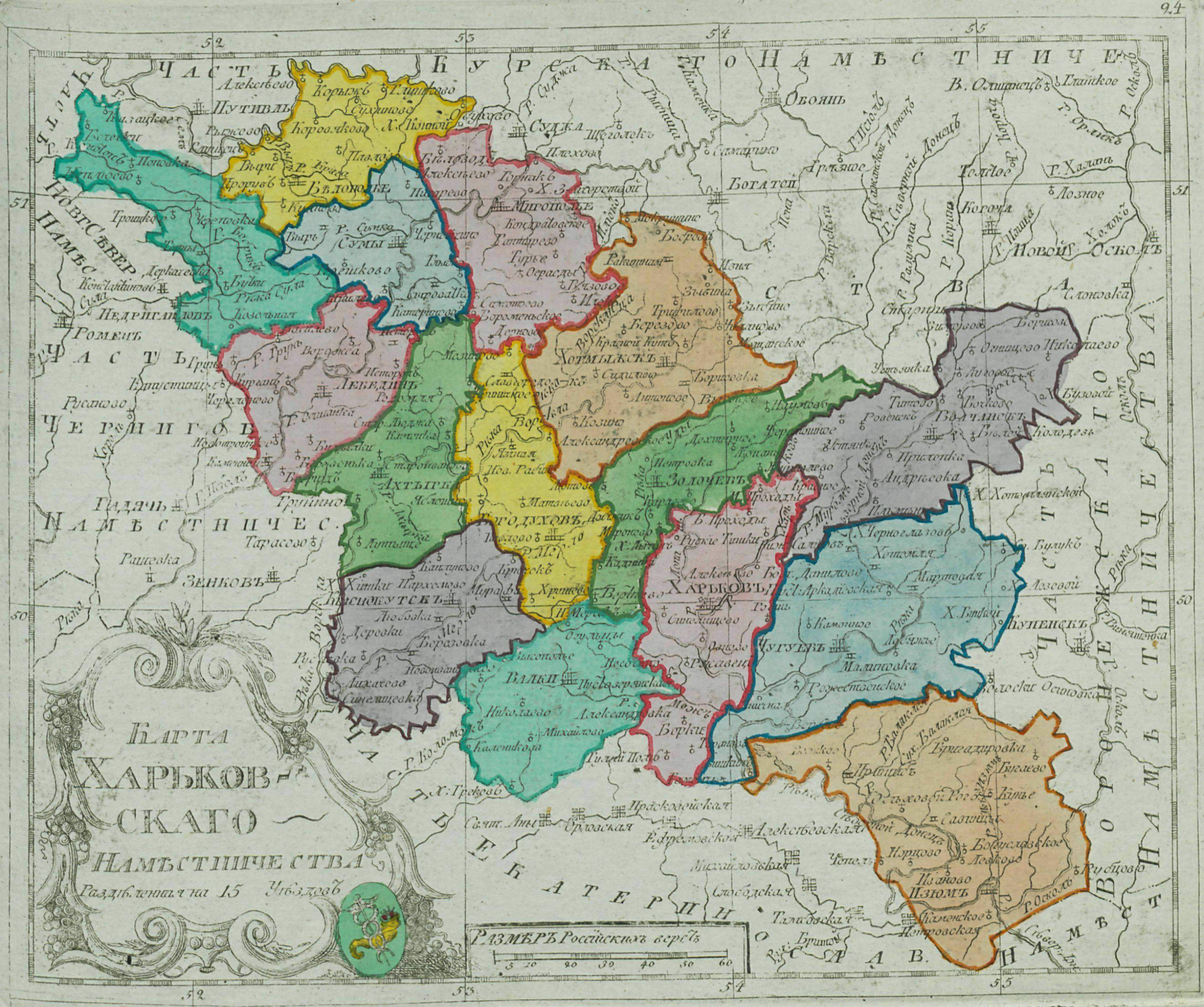
1792年時的哈爾科夫省版圖。

葉卡捷琳娜大帝行政當局在1765年7月28日頒下法令，廢黜了斯洛博達的軍團建制以及哥薩克特權。之後官方建立專門機構斯洛博达乌克兰省（Slobodsko-Ukrainskaya guberniya）對該地實施管轄權，原半自主地區就此變成了一個省份。聖彼得堡方面是以俄羅斯驃騎兵軍團建制取代當地原有的軍團管理體系，並給予哥薩克更高銜級的軍務（大士）及貴族地位。在1780年時在地行政形式轉由哈爾科夫省處理，直到1796年時再改回前名。每輪行政轉變亦包括領土變動。直到18世紀末，在斯洛博達烏克蘭據計是有523個斯洛博達（slobody）式定居點。
1835年時斯洛博達烏克蘭省區再被廢除，大部分領土被割讓予新哈爾科夫省管轄，還有一些就轉予沃羅涅日和庫爾斯克，後述地方時受左岸烏克蘭的小俄羅斯總督所管轄。
蘇聯成立後該地被烏克蘭蘇維埃和俄羅斯蘇維埃所瓜分。 到1930年代早期在位處俄羅斯蘇維埃的斯洛博達烏克蘭地區是強制終結了烏克蘭化，以致1937年時人口普查錄得的烏克蘭人口數據與1926年普查相比，有極大下跌。而在1932年構建起現代哈爾科夫州邊界前，烏克蘭蘇維埃一方也有對其所管轄的斯洛博達地區做過幾次重組。

## 備註
1. ↑  斯洛博達烏克蘭之名，可追溯至斯拉夫語的斯洛博達（英语：sloboda），表示自由之意，也是一類定居點的稱謂。